# Pittosporum parvifolium
Pittosporum parvifolium är en tvåhjärtbladig växtart som beskrevs av Bunzo Hayata. Pittosporum parvifolium ingår i släktet Pittosporum och familjen Pittosporaceae. Utöver nominatformen finns också underarten P. p. beecheyi.